# Wolfsberg (Sangerhausen)

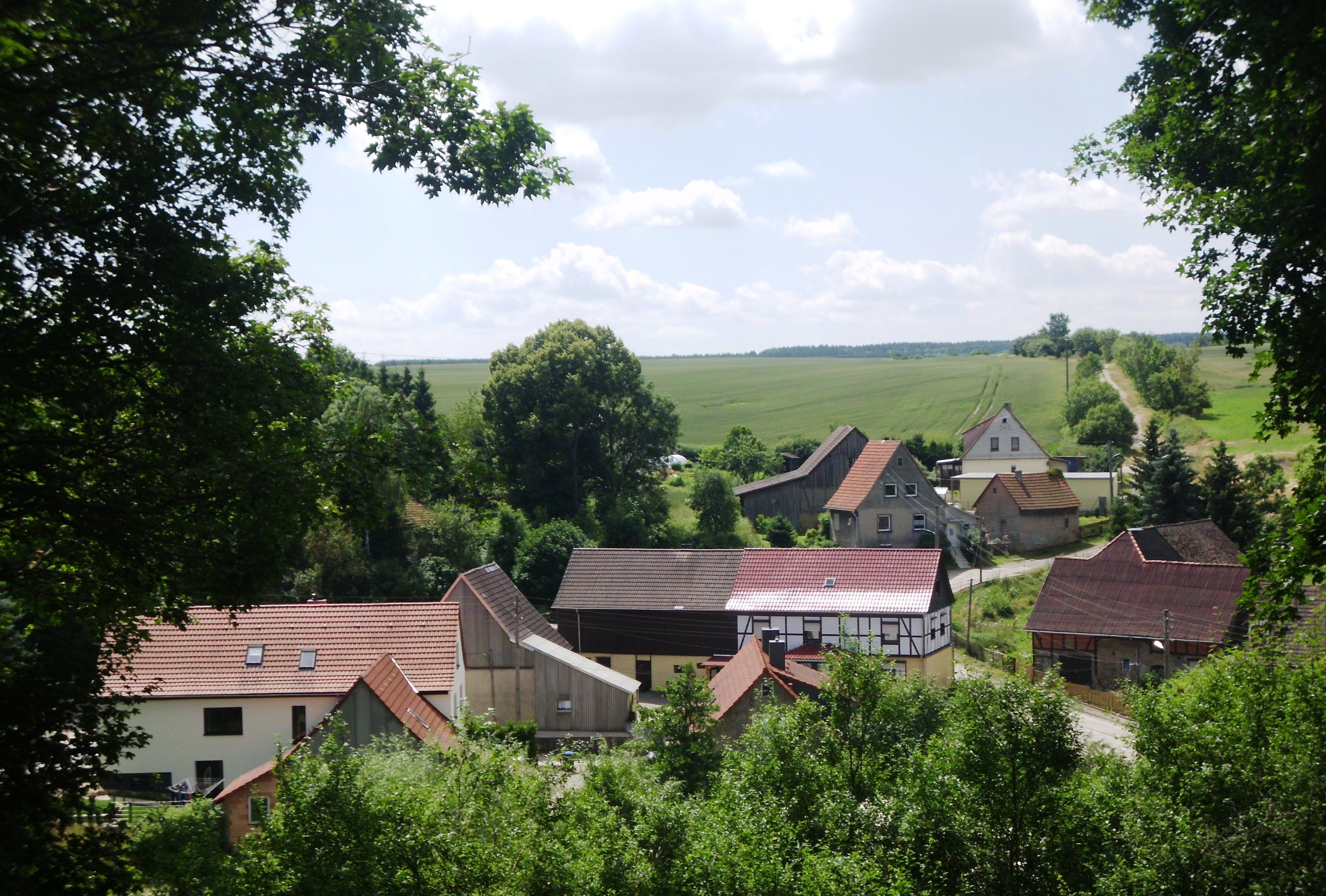
Blick vom Schlossberg

Wolfsberg ist ein Ortsteil der Stadt Sangerhausen im Landkreis Mansfeld-Südharz in Sachsen-Anhalt, Deutschland.

## Geographische Lage
Wolfsberg liegt im Unterharz an der Landstraße zwischen Hayn (Harz) und Rotha.

## Geschichte
Wolfsberg ist aller Wahrscheinlichkeit ein recht alter Ort, dokumentiert ist auf jeden Fall ein Ritter Konrad von „Wolvisberche“ als Zeuge in einem Prozess im Jahre 1199. Die Entstehung von Ort und Burg sind jedenfalls nicht gesichert nachzuweisen. Es entstand eine gleichnamige Burg, die aber schon zu Beginn des Bauernkrieges 1525 wüst war und von der heute keine Reste mehr vorhanden sind.
Östlich des Ortes liegt Schloss Neuhaus, das sehr wahrscheinlich noch älter ist als die Wolfsburg.
Der Ort gehörte ursprünglich zu den Besitzungen der Grafen zu Stolberg. Am 6. Juli 1719 wurde das Amt Wolfsberg vom Grafen Christoph Friedrich zu Stolberg-Stolberg an seinen Bruder Jost Christian zu Stolberg-Roßla senior abgetreten und gehörte fortan zur Grafschaft Stolberg-Roßla. Bis 1815 gehörte Wolfsberg zum Kurfürstentum Sachsen und gelangte dann an den Regierungsbezirk Merseburg der preußischen Provinz Sachsen.
1819 lebten im Amtsdorf Wolfsberg 213 Einwohner in 39 Häusern. Von 1952 bis 1990 gehörte der Ort zum DDR-Bezirk Halle.
Am 20. Juli 1950 kam der Ortsteil Neuhaus von der Gemeinde Paßbruch zur Gemeinde Wolfsberg.
Bis 2005 war Wolfsberg eine politisch eigenständige Gemeinde. Am 1. Oktober 2005 wurde sie nach Sangerhausen eingemeindet.

### Bergbau

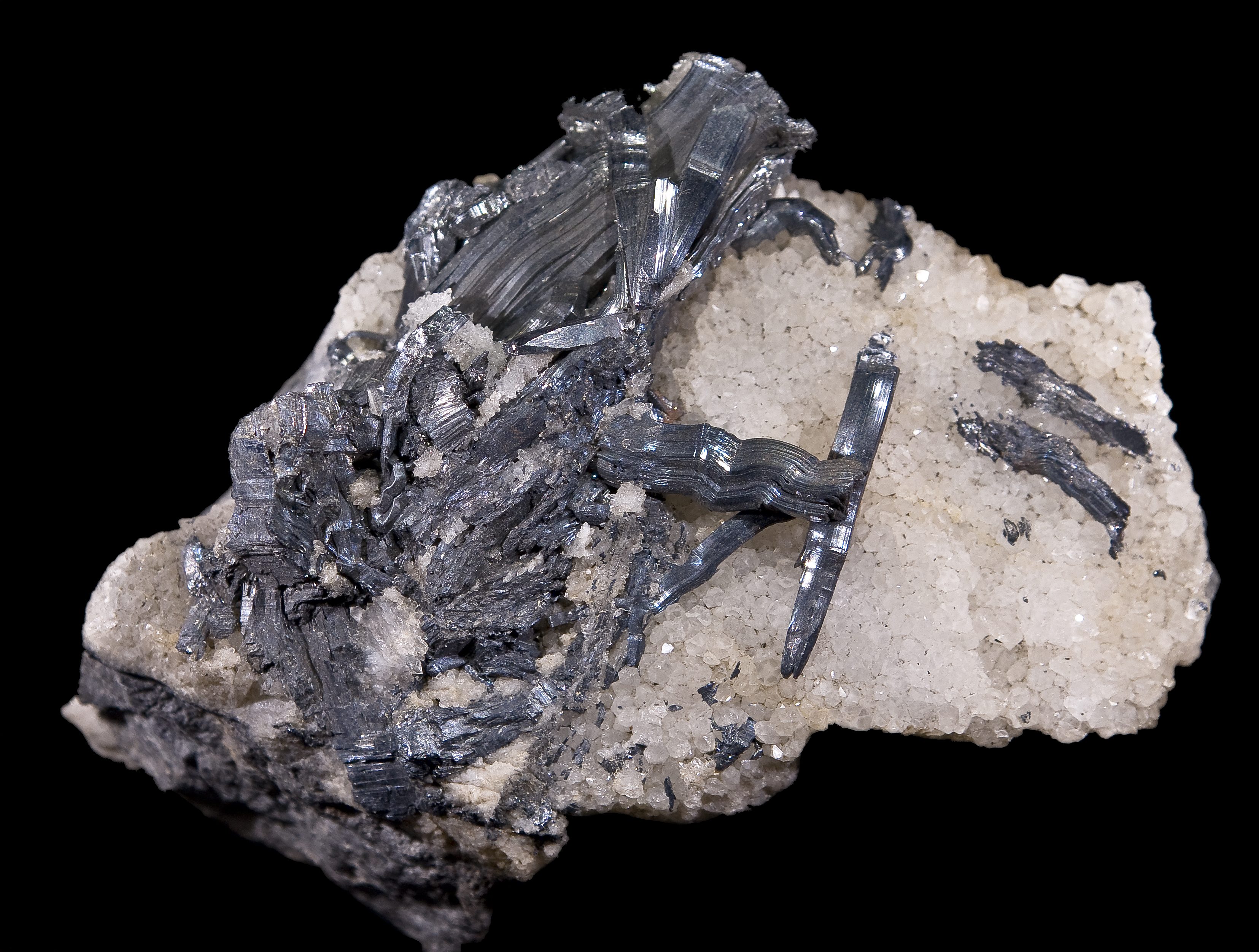
Stibnit (Antimonit) mit Quarz aus der „Graf-Jost-Christian-Zeche“ (Größe: 6,9 cm × 4,8 cm)

Für den Beginn des Bergbaus gibt es verschiedene Auffassungen. In den Stolberger Archiven ist von einem Besuch venezianischer Kaufleute im Jahre 1524 die Rede. Gesichert ist die Dokumentation seit Beginn des 18. Jahrhunderts. Seitdem wurde auf der Suche nach Antimon westlich des Ortes Bergbau betrieben. Bekannt wurde im Zuge dessen vor allem die westlich von Wolfsberg liegende Graf-Jost-Christian-Zeche als einzig bedeutende Antimonlagerstätte des Harzes mit dem Haupterz Antimonit sowie als Typlokalität (bzw. Co-Typlokalität) für vier Minerale: Die Blei-Antimon-Sulfide Plagionit und Zinkenit, das Kupfer-Antimon-Sulfid Chalkostibit (auch Kupferantimonglanz oder Wolfsbergit) und das Blei-Antimon-Chlor-Sulfid Dadsonit. Daneben wurden in dieser Zeche bzw. auf deren Halden aber auch zahlreiche weitere Minerale nachgewiesen.

## Wirtschaft und Infrastruktur
Im Jahre 1867 kam der Bergbau zum Erliegen. Das Schachtgelände kaufte der Schmied Worch aus Silberhütte. Aus dieser Schmiede haben sich im Laufe der Jahre ein bedeutendes Laubholzsägewerk und eine Parkettfabrik mit 40 bis 60 Mitarbeitern entwickelt.
Ansonsten gibt es im Ort nur noch zwei Handwerker und zwei Kleingewerbetreibende.

### Verkehr
Es bestehen Busverbindungen in die umliegenden Orte.